# Aloe fleuretteana
Aloe fleuretteana là một loài thực vật có hoa trong họ Măng tây. Loài này được Rauh & Gerold mô tả khoa học đầu tiên năm 2000.